# Guerras de frontera de Australia
Las guerras de frontera de Australia fueron una serie de conflictos de la colonia británica australiana que produjo un genocidio de indígenas australianos. El primer enfrentamiento tuvo lugar en mayo de 1788 y los últimos enfrentamientos se produjeron en la década de 1930. A pesar de que según una estimación reciente las muertes causadas por indígenas de la Policía Nativa de Queensland ascienden a no menos de 24 000, la mayoría de los estudiosos da una cifra global de 20 000 fallecidos para todas las colonias. Las muertes violentas de los europeos y sus asociados, por otra parte, se han estimado entre 2000−2500, con una estimación de 1500 bajas sólo en Queensland (1159 en el expediente). Un efecto mucho más devastador en la población indígena, sin embargo, fue el efecto de enfermedades para las que no tenían inmunidad, seguido por la guerra entre tribus, la pérdida de terreno de caza, el hambre, la infertilidad, el infanticidio, la desesperación general, la pérdida de orgullo y la "solución" por medio del alcohol ante esta devastación. Hay fuertes indicios de que las epidemias de viruela pueden haber reducido la población aborigen en el cincuenta por ciento o más en una gran parte de lo que hoy es Victoria, Nueva Gales del Sur y Queensland, incluso antes de que se trasladasen al interior del país los ocupantes de Sídney y su ganado. Luego, otras enfermedades hasta entonces desconocidas para la población indígena, como el resfriado común, gripe, sarampión, enfermedades venéreas y tuberculosis hicieron un segundo impacto, reduciendo significativamente su número y la cohesión tribal, lo que limitó su capacidad para adaptarse y resistir la invasión y el despojo.

## Antecedentes
En 1770 una expedición británica al mando del entonces teniente James Cook realizó el primer viaje por los europeos a lo largo de la costa este de Australia. El 29 de abril un pequeño destacamento de desembarco de Cook disparó contra un grupo de aborígenes Tharawal que los amenazaron cuando intentaban llegar a tierra en Botany Bay. Dos hombres Tharawal arrojaron lanzas a los británicos, antes de huir asustados después de ser baleados. Cook no hizo más contacto con los Tharawal, pero más tarde se estableció una relación pacífica con los aborígenes Kokobujundji cuando su barco, HM Bark Endeavour, tuvo que ser reparado en la actual Cooktown.
Cook, en su viaje hasta la costa este de Australia, no observó signos de agricultura o desarrollo en otros de los habitantes. Algunos historiadores sostienen que, al ser los nativos 'salvajes' sin cultivos ni poblados como los europeos, prevalecía la ley europea que consideraba esa tierra como terra nullius o tierra que no pertenece a nadie o tierra "vacía de habitantes" (como la definía Emerich de Vattel). Cook reclamó la costa oriental del continente para Gran Bretaña el 23 de agosto de 1770.
El Gobierno británico decidió establecer una colonia penitenciaria en Australia en 1786. Algunos historiadores sostienen que al tomar Gran Bretaña posesión de Australia basándose en la doctrina jurídica europea de que era terra nullius, no se reconocían derechos de propiedad a los australianos indígenas y que el territorio podía ser adquirido a través de la "ocupación original" en lugar de conquista o por consentimiento. Al gobernador de la colonia, el capitán Arthur Phillip, se le instruyó para "vivir en amistad y bondad" con los australianos indígenas, y trató de evitar el conflicto.
Sin embargo, otros historiadores sostienen que en una tierra habitada anexionada por Gran Bretaña, podría concederse el derecho a los colonos a ocupar esas zonas de las tierras anexionadas que no parecían estar bajo cultivo o algún otro tipo de desarrollo (como un pueblo o ciudad), pero se esperaba que por lo general respetaran los derechos de propiedad de los habitantes originales. Estos historiadores sostienen que a medida que, en términos europeos, los derechos de propiedad se ejercen principalmente por el cultivo de la tierra, el marcado de las fronteras y la construcción de edificios permanentes y asentamientos, los colonos no creían que los indígenas australianos pudieran afirmar derechos de propiedad sobre las tierras por las que deambulaban. En cambio, parecía a los europeos que cazadores-recolectores nómadas sólo tenían el derecho para cazar y matar a los animales de caza silvestre, que era su principal fuente de alimento. Muchos de los incidentes violentos entre los colonos blancos y los aborígenes parece que se produjeron cuando los aborígenes se opusieron a que los colonos cazaran animales salvajes, y no porque los colonos estuviesen "ocupando" territorio aborigen.

## Historia
La violencia entre los australianos indígenas y los europeos comenzó varios meses después de que la Primera Flota se estableciera en Sídney el 26 de enero de 1788. La población indígena local comenzó a sospechar cuando los británicos comenzaron a limpiar la tierra y a capturar peces, y en mayo de 1788, cinco presos murieron y un hombre indígena resultó herido. Los británicos se preocuparon cada vez más cuando grupos de hasta 300 personas indígenas fueron vistos en junio en las cercanías del lugar. A pesar de esto, Philip trató de evitar el conflicto, y prohibió las represalias después de haber sido alanceado en 1790. Él, sin embargo, autorizó dos expediciones punitivas en diciembre de 1790 después de que su cazador fue asesinado por un guerrero indígena llamado Pemulwuy, pero tampoco fue un éxito.
Durante los años de 1790 y principios del siglo XIX los británicos establecieron pequeños asentamientos a lo largo de la costa australiana. Estos asentamientos ocuparon inicialmente pequeñas cantidades de tierra, y hubo pocos conflictos entre los colonos y los pueblos indígenas. Los combates estallaron sin embargo cuando la ampliación de los asentamientos interrumpió la recolección de alimentos tradicionales indígenas y sus actividades y, posteriormente, siguió el patrón de asentamiento europeo en Australia durante los próximos 150 años. En efecto, mientras que las reacciones de los habitantes aborígenes ante la repentina llegada de los colonos británicos fueron variadas, se convirtió inevitablemente en hostil cuando su presencia dio lugar a la competencia por los recursos y por la ocupación de sus tierras. Las enfermedades europeas diezmaron las poblaciones indígenas, y la ocupación o destrucción de las tierras y los recursos alimentarios los llevó a veces a morir de hambre. Por lo general ni los europeos ni los pueblos indígenas se acercaron al conflicto en un sentido organizado, siendo el conflicto más entre grupos de colonos y tribus individuales que de una guerra sistemática, aunque a veces se involucraron soldados británicos y más tarde se formaron unidades de la policía montada . No todos los australianos indígenas resistieron la invasión blanca en sus tierras ya que muchos también se emplearon en las unidades de la policía montada y estuvieron involucrados en ataques contra otras tribus. Sin tener en cuenta un modelo de frontera de la guerra surge, con el comienzo de la resistencia indígena en el siglo XVIII y continúa hasta principios del siglo XX, contradiciendo el "mito" de la solución pacífica de Australia. Los colonos a su vez, a menudo reaccionaron con violencia, resultando un número indeterminado de masacres.

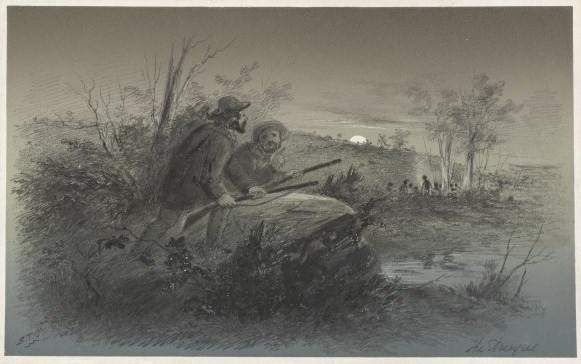
Los vengadores

Puede ser inexacto, sin embargo, describir el conflicto como una cara y sobre todo perpetrado por los europeos sobre los aborígenes australianos. Aunque murieron muchos más que los europeos, algunos casos de asesinatos en masa no eran masacres, sino derrotas militares, y esto puede haber tenido más que ver con las ventajas tecnológicas y logísticas de que disfrutaban los europeos. Las tácticas indígenas eran variadas, pero se basaban principalmente en las preexistentes de caza y lucha con la utilización de lanzas, palos y otras armas primitivas. A diferencia de los pueblos indígenas de Nueva Zelanda y América del Norte, no se adaptaron a afrontar el reto de los europeos con sus mismas armas, y, aunque hubo algunos casos de individuos y grupos que adquirieron y usaron armas de fuego, esto no fue generalizado. En realidad, los pueblos indígenas nunca fueron una amenaza militar seria, independientemente de la cantidad de los pobladores, para haberles tenido miedo. En ocasiones los grandes grupos europeos atacaron en campo abierto y se produjo una batalla convencional, en la que los aborígenes intentaron utilizar la superioridad numérica a su favor. Esto a veces puede ser eficaz, y hay informes de avances en formación de media luna en un intento de rebasar y rodear a sus oponentes, a la espera de la primera ráfaga de disparos y lanzando sus lanzas, mientras que los colonos cargaban sus armas. Por lo general, sin embargo, la guerra abierta resultó ser más costosa para los australianos indígenas que para los europeos.
Fundamental para el éxito de los europeos fue el uso de armas de fuego; sin embargo, las ventajas que ofrecen éstas a menudo se han exagerado. Antes del siglo XIX, las armas de fuego a menudo eran engorrosas: de avancarga, de ánima lisa, armas de un solo tiro con fusil de chispa. Tales armas producían una baja tasa de fuego, mientras que adolecían de una alta tasa de fallos y sólo eran adecuadas hasta 50 metros (164 pies) de distancia. Esas deficiencias pudieron haber dado a los aborígenes alguna ventaja, permitiéndoles moverse hasta muy cerca y utilizar lanzas o 'nulla nulla' (mazas de combate). Sin embargo, hacia 1850 avances significativos en las armas de fuego dieron a los europeos una clara ventaja, cuando el revólver Colt de seis tiros, el rifle de retrocarga Snider-Enfield y por último, el rifle Martini-Henry así como rifles de tiro rápido como el Winchester, estuvieron disponibles. Esas armas, usadas en campo abierto y combinadas con la superior movilidad proporcionada por los caballos para rodear y cercar a grupos de indígenas australianos, probaron ser victoriosas. Los europeos también tuvieron que adaptar sus tácticas para luchar contra enemigos que se movían rápido y a menudo estaban ocultos. Las estrategias empleadas incluían ataques sorpresa nocturnos, y disponer las fuerzas para conducirlos fuera de los acantilados o forzarlos a retirarse a ríos en los que eran atacados desde ambas orillas.
La lucha entre indígenas australianos y colonos europeos fue localizada pues los grupos indígenas no formaban confederaciones capaces de resistencia. En consecuencia, no fue una sola guerra convencional sino más bien una serie de violentos encuentros y masacres a través del continente.
Según el historiador Geoffrey Blainey, en Australia durante el período colonial: «En un millar de lugares aislados hubo tiroteos y alanceamientos ocasionales. Peor fueron la viruela, el sarampión, la gripe y otras nuevas enfermedades extendiéndose de un campamento aborigen a otro... El principal conquistador de los aborígenes fueron las enfermedades y su aliado la desmoralización.»
La crisis de Caledon Bay de 1932-1934 fue uno de los últimos incidentes de interacción violenta en la 'frontera' de indígenas y no-indígenas de Australia, que comenzó cuando el alanceamiento de cazadores furtivos japoneses que habían estado molestando a mujeres yolngu fue seguido por la muerte de un policía. A medida que se desarrollaba la crisis, la opinión giró hacia la gente aborigen involucrada, y se produjo la primera apelación en favor de los indígenas australianos ante la Alta Corte de Australia. A continuación de la crisis, el anthropólogo Donald Thompson fue enviado por el gobierno para vivir entre los Yolngu. Además, por entonces, activistas como Sir Douglas Nicholls estaban comenzando sus campañas en favor de los derechos de los aborígenes dentro del sistema político establecido en Australia y el tiempo de los conflictos de frontera se cerró.
Los encuentros fronterizos en Australia no fueron siempre negativos. Relatos positivos de encuentros y costumbres aborígenes fueron también recogidos en los diarios de los primeros exploradores europeos, que a menudo se ayudaron de guías y asistencia aborígenes: Charles Sturt envió aborígenes al explorar el río Murray-Darling; el único superviviente de la expedición de Burke y Wills fue cuidado por aborígenes locales, y el famoso explorador aborigen Jackey Jackey acompañó lealmente a su desafortunado amigo Edmund Kennedy a la península del Cabo York. Estudios respetuosos fueron realizados por Walter Baldwin Spencer y Frank Gillen en su renovado estudio antropológico The Native Tribes of Central Australia (1899); y por Donald Thompson en la Tierra de Arnhem (c.1935-1943). En la Australia interior, las capacidades de los aborígenes ganaderos fueron muy valoradas y en el siglo XX, ganaderos aborígenes como Vincent Lingiari se convirtieron en personalidades nacionales en sus campañas para paga y condiciones mejores.

### Nueva Gales del Sur
Las primeras guerras de frontera comenzaron en 1795 cuando los británicos establecieron granjas a lo largo del río Hawkesbury, al oeste de Sídney. Algunos de ellas fueron establecidas por soldados como medio de proporcionar seguridad a la región. el pueblo local Darug atacó granjas hasta que el gobernador Lachlan Macquarie envió tropas del ejército británico (el 46.º Regimiento de Infantería (South Devonshire)) en 1816. Esas tropas patrullaron el valle de Hawkesbury y terminaron el conflicto matando 14 indígenas australianos en un raid sobre su campamento. Indígenas australianos dirigidos por Pemulwuy realizaron también raids hacia Parramatta durante el periodo entre 1795 y 1802. Esos ataques llevaron al gobernador Philip Gidley King a dar una orden en 1801 que autorizaba a los colonos a disparar a los indígenas australianos que viesen en las áreas de Parramatta, Georges River y Prospect.
El conflicto volvió a comenzar cuando los británicos se expandieron hacia el interior de Nueva Gales del Sur. Los colonos que cruzaron las Montañas Azules fueron hostigados por guerreros Wiradjuri, que mataron o hirieron a ganaderos y ganado, y que fueron objeto de muertes por venganza. En respuesta, el gobernador Thomas Brisbane proclamó la ley marcial el 14 de agosto de 1824 hasta el 11 de diciembre de 1824.
Thomas Brisbane estableció también la the Policía montada de Nueva Gales del Sur, que fueron desplegados por primera vez en 1826 tras el inicio de luchas entre los pueblos Wonnarua y Kamilaroi y los colonos.

### Guerras en las llanuras

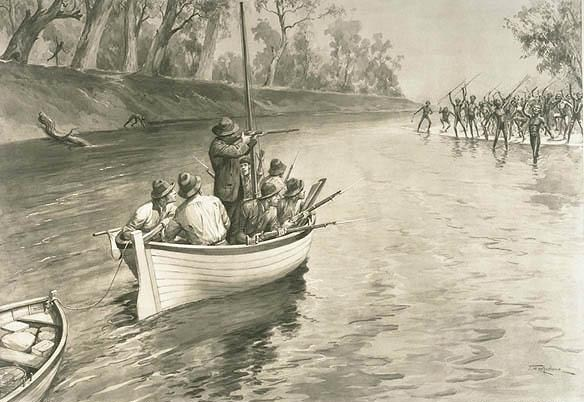
Una ilustración del explorador Charles Sturt siendo "amenazado por negros (sic) en la unión de los ríos Murray y Darling, 1830".

A partir de 1830 los establecimientos británicos se extendieron rápidamente hacia el interior (Australia oriental), ampliando el conflicto. En las Liverpool Plains, con 16 británicos y hasta 500 indígenas australianos muertos entre 1832 y 1838. La lucha en esta región incluyó varias masacres de indígenas, entre ellas las de Waterloo Creek y Myall Creek en 1838, y no terminaron hasta 1843.
También se luchó en Victoria tras el establecimiento de británicos en 1834. Un choque en Benalla en 1838 marcó el inicio del conflicto en la colonia que duró 15 años. Los grupos indígenas en Victoria se concentraron en matar decenas de miles de ovejas. Pero un gran número de colonos británicos llegó a Victoria durante los 1840s, y rápidamente superaron a la población indígena, de modo que a finales de los 1840s el conflicto se limitó a Wimmera y Gippsland. Una lucha considerable tuvo también lugar en Australia Meridional entre 1839 y 1841. y en Queensland. Realmente, la mayor parte del conflicto en los 1870s tuvo lugar en el oeste y norte de Queensland y en el norte de Australia Occidental.

### Queensland

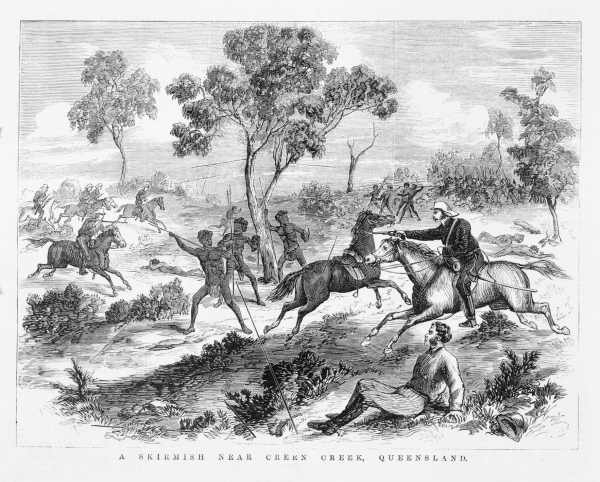
Escaramuza junto a Creen Creek, Queensland en septiembre de 1876.

Las guerras de frontera fueron particularmente sangrientas y amargas en Queensland, según todas las informaciones la región más poblada por los aborígenes australianos antes del contacto. La ocupación de lo que hoy es Queensland comenzó en el establecimiento penal de Moreton Bay en septiembre de 1824. El asentamiento libre comenzó en 1838 pero se desarrolló realmente con la expansión hacia las tierras de Darling Downs, Logan, el valle de Brisbane Valley y South Burnett a partir de 1840, llevando en muchos casos a una amplia lucha y fuertes pérdidas de vidas. El conflicto se extendió más tarde hacia el norte, a la región de Wide Bay, Burnett River y Hervey Bay, y en una ocasión el asentamiento de Maryborough estuvo virtualmente bajo asedio. Se cometieron atrocidades por ambas partes, con los colonos envenenando a una gran cantidad de indígenas, p.ej. en Kilcoy en 1842 y en Whiteside cerca de Brisbane en 1847, y con guerreros indígenas matando a 19 colonos durante la masacre deCullin-La-Ringo el 17 de octubre de 1861.
La infame Fuerza de Policía Nativa de Queensland fue formada por el gobierno de Nueva Gales del Sur en 1848 bajo el primer comandante Frederick Walker.
La violencia fue particularmente dura en Queensland Central durante la década de 1860 y alcanzó su pico en la frontera minera del norte durante la década de 1870, especialmente en el distrito de Cook y en los campos de oro de los ríos Palmer y Hodgkinson, con grandes pérdidas de vidas aborígenes y varias masacres bien conocidas; Battle Camp y Cape Bedford entre las más conocidas pero no las únicas.

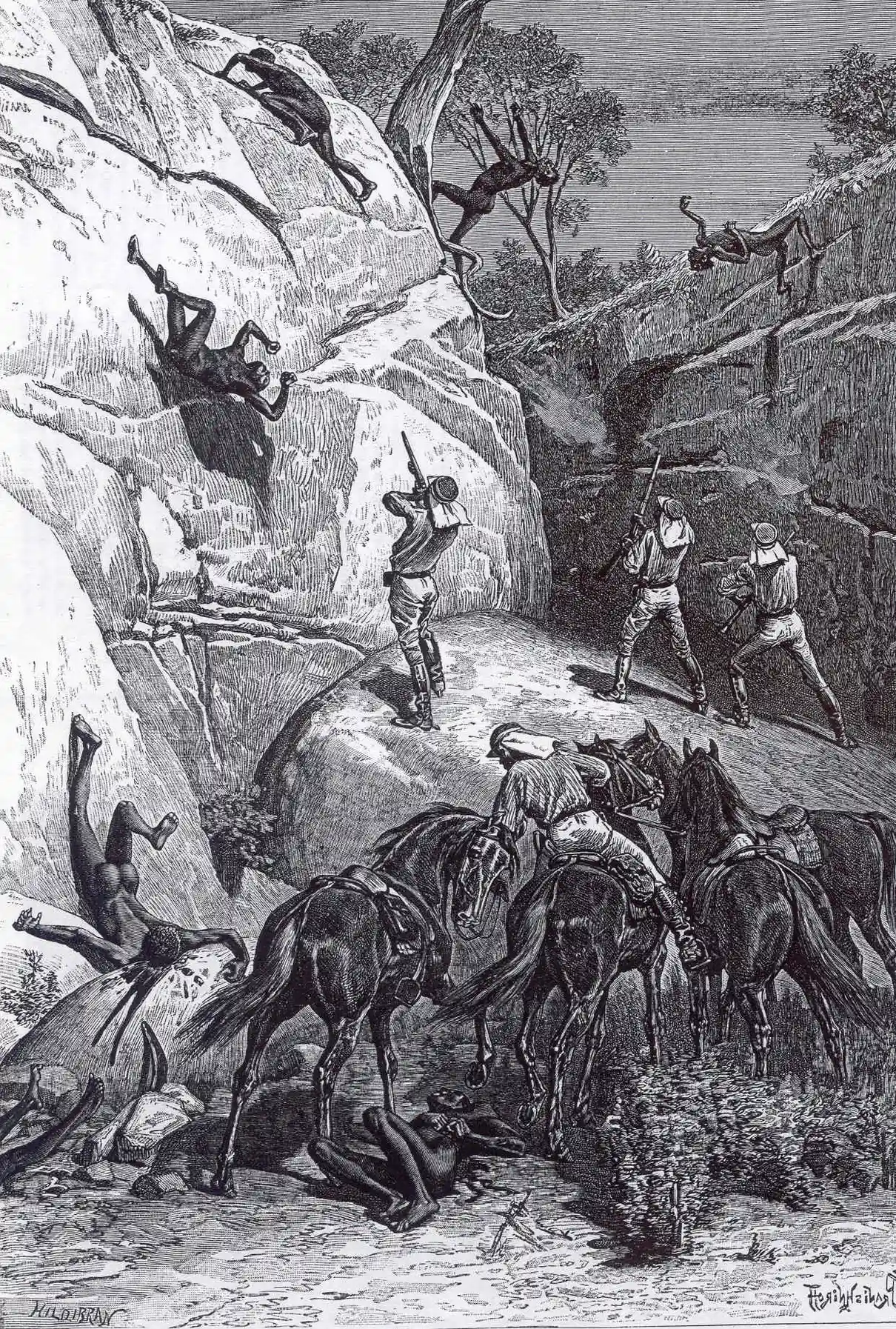
Dibujo del científico noruego Carl Lumholtz de 1888 sobre una masacre en Queensland, Australia.

Los ataques de los Kalkadoon mantuvieron a los colonos fuera de Queensland occidental durante 10 años hasta septiembre de 1884 cuando al atacar a una fuerza de colonos y policía nativa en Battle Mountain, cerca de la moderna Cloncurry, sufrieron fuertes pérdidas. La lucha continuó, sin embargo, en el norte de Queensland, atacando los indígenas el ganado y con expediciones punitivas de la policía nativa montada. La guerra en Queensland fue con mucho la más sangrienta de la historia de la Australia Colonial. Los últimos estudios elevan a unos 1500 los blancos y asociados muertos durante el siglo XIX y fuertes indicios sugieren que hasta 30 000 aborígenes murieron en la frontera de Queensland, siendo las secciones del norte y el centro particularmente malas.

### Territorio del Norte
Los británicos hicieron tres intentos de establecer puestos militares en el norte de Australia. El establecimiento inicial fue en Fort Dundas en la isla Melville en 1824 pero fue abandonado en 1829 por los ataques del pueblo local Tiwi. Algunos combates tuvieron lugar cerca de Fort Wellington en la península de Cobourg entre su establecimiento en 1827 y su abandono en 1829. El tercer establecimiento británico, Fort Victoria, fue establecido también en la península de Cobourg en 1838 pero fue abandonado en 1845.
Las últimas batallas de las guerras de frontera australianas tuvieron lugar en el Territorio del Norte. En 1869 se estableció un asentamiento permanente en la actual Darwin y los intentos de los ganaderos por ocupar terrenos indígenas llevaron al conflicto. Esa lucha continuó durante el siglo XX, y estuvo marcada por las represalias contra las muertes de europeos y el deseo de los ganaderos por asegurar sus tierras. Al menos 31 indígenas fueron muertos por la policía en la masacre de Coniston en 1928, y posteriores expediciones de represalia se produjeron en 1932 y 1933.

### Australia Occidental
El primer asentamiento británico en Australia Occidental fue establecido por el ejército británico en Albany en 1826. Las relaciones entre la guarnición y el pueblo local Minang fueron generalmente buenas. El conflicto abierto entre los Noongar y los colonos europeos estalló en Australia Occidental en los años 1830 al extenderse la colonia del río Swan desde Perth. La batalla de Pinjarra es el acontecimiento mejor conocido, ocurrió el 28 de octubre de 1833 cuando una partida de soldados británicos y policía montada dirigida por el gobernador James Stirling atacó un campamento indígena a orillas del río Murray.

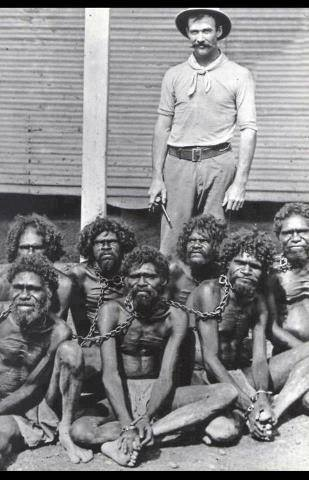
Indígenas australianos encadenados en cautiverio

Las gentes Noongar, expulsadas de sus tradicionales terrenos de caza y sin poder acceder a sus lugares sagrados, empezaron a robar las cosechas de los colonos y a matar su ganado para completar su provisión de alimentos. En 1831 una persona noongar fue muerta mientras cogía patatas lo que provocó que un noongar, Yagan, matase a un criado de la granja como respuesta según su ley tribal. In 1832 Yagan y otros dos fuereon arrestados y condenados a muerte, pero un colono, Robert Menli Lyon, arguyó que Yagan estaba defendiendo su tierra de una invasión y que por tanto debía ser tratado como prisionero de guerra. El argumento tuvo éxito y los tres hombres fueron exiliados a la isla Carnac bajo la supervisión de Lyon y dos soldados, aunque el grupo escapó más tarde de la isla.
La lucha continuó hasta los años 1840 a lo largo del río Avon cerca de York.
El descubrimiento de oro cerca de Coolgardie en 1892 llevó a miles de buscadores hasta la zona de Wangkathaa causando esporádicas luchas.
La continuada expansión europea en Australia Occidental llevó a otro conflicto, merodeadores Banuba atacaron establecimientos durante los 1890s hasta que su líder fue muerto en 1897. Conflictos esporádicos continuaron en el norte de Australia Occidental hasta los 1920s, cuando una Comisión Real en 1926 encontró que al menos once indígenas australianos habían sido muertos en la masacre de Forrest River por una expedición de policía en represalia por la muerte de un europeo.

### Tierra de Van Diemen

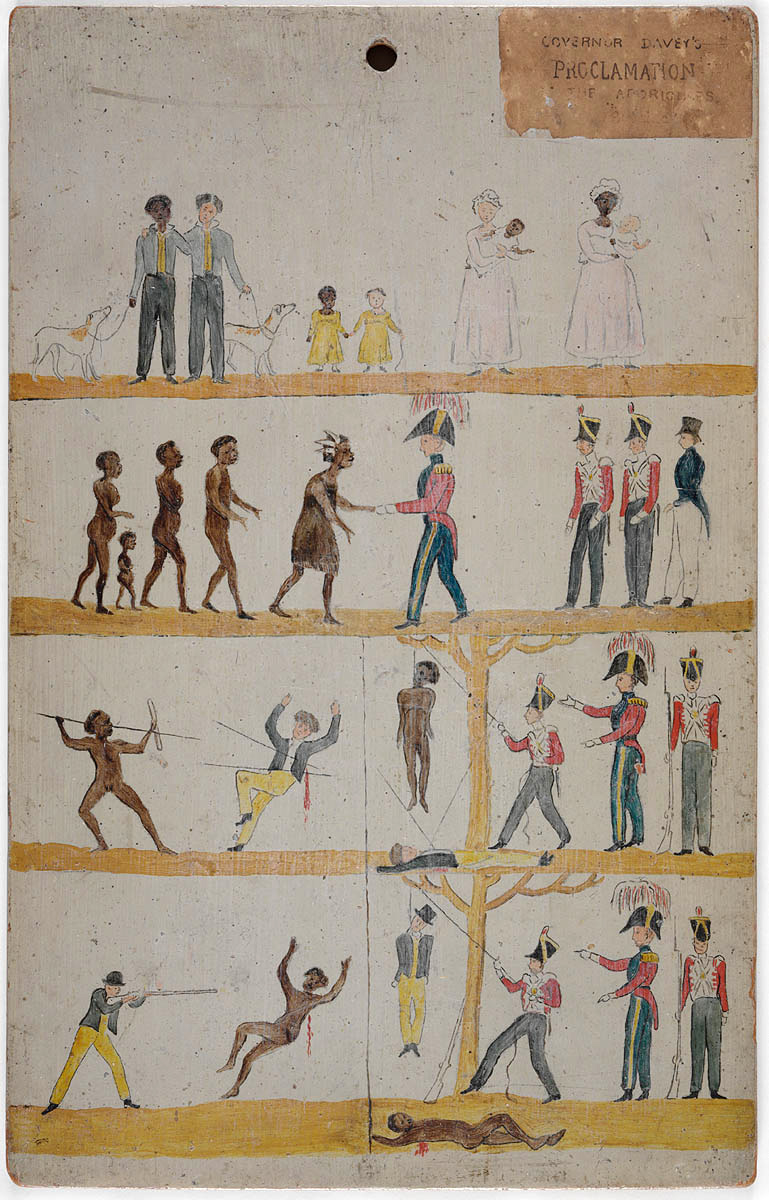
Póster en la Tierra de Van Diemen durante la Guerra Negra mostrando una política de amistad y justicia igual para colonos blancos e indígenas, que no llegó realmente a existir.

Los británicos establecieron un asentamiento en la Tierra de Van Diemen ( la moderna Tasmania) en 1803. Las relaciones con los pueblos locales indígenas fueron generalmente pacíficos hasta mediados de los 1820s cuando la expansión ganadera produjo el conflicto sobre las tierras. Eso llevó a la 'Guerra Negra', que forzó a los granjeros de varios distritos a fortificar sus casas. Uno 50 británicos fueron muertos entre 1828 y 1830 en lo que fue la "más exitosa resistencia aborigen en la historia de Australia".
En 1830 el Teniente Gobernador de Tasmania George Arthur intentó terminar la 'Guerra Negra' por medio de una ofensiva masiva. En una operación que fue conocida como la 'línea negra' el 10% de los varones civiles de la colonia fueron movilizados y marcharon campo a través en compañía de policías y soldados en un intento de 'limpiar' el área de indígenas. Aunque pocos indígenas fueron capturados, la operación desanimó los raids indígenas, que gradualmente terminaron aceptando abandonar su tierra por una reserva establecida en la isla Flinders.